# 利克绍森
利克绍森（法語：Lixhausen，法語發音：[liksauzən]）是法国下莱茵省的一个市镇，属于萨韦尔讷区。

## 地理
利克绍森（48°47'39"N, 7°32'57"E）面积3.29 平方千米，位于法国大東部大區下莱茵省，该省份为法国大陆部分最东部的省份，是阿尔萨斯的一部分，今与上莱茵省组成了阿尔萨斯欧洲集体，其南至上莱茵省，西南接孚日省和默尔特-摩泽尔省，西接摩泽尔省，北与德国接壤。
与利克绍森接壤的市镇（或旧市镇、城区）包括：阿尔泰肯多夫、博森多夫、埃滕多夫、伊瑟瑙森、林根多夫、维凯尔桑维尔索桑、盖斯维莱尔-泽伯斯多夫。
利克绍森的时区为UTC+01:00、UTC+02:00（夏令时）。

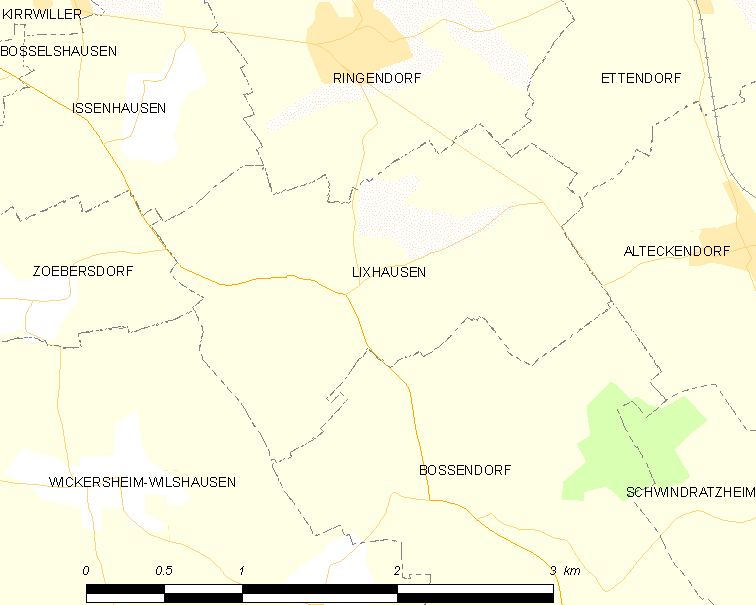
利克绍森的OSM定位图

## 行政
利克绍森的邮政编码为67270，INSEE市镇编码为67270。

## 政治
利克绍森所属的省级选区为布克斯维莱尔县。

## 人口

1962-2008年间利克绍森人口变化图示

利克绍森于2022年1月1日时的人口数量为363人。